# Bitwa pod Andernach
Bitwa pod Andernach – starcie zbrojne, które miało miejsce 2 października 939 w trakcie walk między królem Niemiec Ottonem I a buntownikami: księciem lotaryńskim Giselbertem i księciem frankońskim Eberhardem.
Król Henryk I Ptasznik przez całe swoje panowanie starał się wzmocnić swoją kontrolę nad Lotaryngią. W tym celu obsadzał tamtejsze biskupstwa swoimi lojalnymi współpracownikami. Politykę tę starał się kontynuować jego syn, Otton I Wielki. Wkrótce po koronacji został przeciwko niemu zawiązany spisek, w którym główną rolę odgrywał książę lotaryński Giselbert II. Wsparli go m.in.: książę frankoński Eberhard i brat króla Henryk. Giselbert nawiązał też kontakty z Ludwikiem IV.
Bitwa między siłami buntowników: Giselberta i Eberharda a wojskami królewskimi miała miejsce 2 października 939. Starcie zakończyło się zupełnym zwycięstwem Ottona: Eberhard poległ, a Giselbert utonął w Renie w czasie ucieczki z pola bitwy. Po tym wydarzeniu rebelia przeciwko królowi zakończyła się. Bitwę pod Andernach uznaje się też za koniec względnej niezależności Lotaryngii.

## Literatura
- Helmut Beumann: Die Ottonen. Verlag W. Kohlhammer, Stuttgart Berlin Köln; 4. Auflage 1997; ISBN 3-17-014802-8.
- Helmut Beumann: „Otto der Große“. In: Helmut Beumann (Hrsg.): Kaisergestalten des Mittelalters. C. H. Beck, München 1984; ISBN 3-406-30279-3.